# 扎尼納
扎尼納（法語：Zanina），是馬里的城鎮，位於該國西南部，由錫卡索區的庫蒂亞拉省負責管轄，面積125平方公里，海拔高度300米，2009年人口7,492，人口密度每平方公里60人。